# أنشوفة صدرية
أنشوفة صدرية (الاسم العلمي: Anchoa pectoralis) (بالإنجليزية: Bigfin anchovy)‏ هي نوع من الأسماك تتبع جنس الأنشوفة من الفصيلة البلمية.